# Grindehvaler
Grindehvaler (Globicephala) er en slægt i familien delfiner med to arter, langluffet og kortluffet grindehval. De to arter er svære at adskille til havs, og undersøgelse af kraniet er den bedste måde til artsbestemmelse. Til sammen er de to arter udbredt over næsten hele Jorden, med de langluffede grindehvaler i koldere egne end de kortluffede, der lever i tropiske og subtropiske havområder. Grindehvaler er blandt de største i delfinfamilien, kun overgået af spækhuggeren.
Grindehvaler lever primært af blæksprutter, men også af fisk. De er meget sociale og undersøgelser tyder på, at både hanner og hunner forbliver i samme flok hele livet, hvilket er usædvanligt blandt pattedyr. Hanner forlader kun midlertidigt flokken for at parre sig med hunner fra andre flokke. Grindehvaler er kendt for deres strandinger.